# Johann Caspar Unrath
Johann Caspar Unrath (* 15. September 1608 in Oberschönau; † 4. Juni 1650 in Jena) war ein deutscher Rechtswissenschaftler.

## Leben
Unrath war ein Sohn des späteren Coburger Finanzverwalters Georg Unrath und dessen Frau Ursula Gölner. Scheinbar hatte er in Coburg seine schulische Ausbildung genossen. Im Sommersemester 1625 wurde er an der Universität Jena deponiert, wo er im Wintersemester 1628 ein Rechtsstudium begann. Am 17. Juni 1631 immatrikulierte er sich an der Universität Altdorf, wo er weitere Studien absolvierte. Zwischenzeitlich war auch wieder in Jena, wo er 1636 unter Erasmus Ungebaur eine juristische Abhandlung verteidigte. 1637 erwarb er in Altdorf das Lizentiat und den Doktorgrad der Rechte.
Danach arbeitete er als Hofgerichtsadvokat in Coburg, wo er 1642 in den Schöppenstuhl aufstieg. Am 1. Juni 1646 wurde er Professor der Rechte in Jena und am 19. September desselben Jahres erhielt Unrath eine Stelle als Assessor des dortigen Hofgerichts. Als Lehrer der Salana beteiligte er sich auch an den organisatorischen Aufgaben der Hochschule. So war er einige Male Dekan der Juristenfakultät und im Sommersemester 1648 Rektor der Alma Mater. Jedoch währte seine Wirkungszeit nicht lange, da er bereits als Einundvierzigjähriger verstarb. Sein Leichnam wurde am 7. Juni 1650 in der Jenaer Kollegienkirche beigesetzt. Der Grabstein wurde 1937 im Schiff der Kirche freigelegt und aufgestellt. Im Februar 1945 wurde er bei einem Bombenangriff zerstört.
Unrath heiratete 1637 Sabina (* Tübingen), die Witwe des Dr. jur. Christian Scherer. Aus deren Ehe sind keine Kinder bekannt. Sie zog nach seinem Tod wieder ins Franckenland.

## Werke (Auswahl)
- Collegii feudalis publici disputatio octava. De modis feudum amittendi. Jena 1636 (books.google.de).
- Disputatio Inauguralis De Fide Instrumentorum. Altdorf 1637 (books.google.de), Wittenberg 1745 (books.google.de).
- Discursus e iure publico praecerpens quaestionem de tutela electorali Testamentaria. Jena 1648, (books.google.de).
- Dissertatio Jurdidica de privilegiato attentatorum remedio. Jena 1648 (reader.digitale-sammlungen.de).
- Disp. de iurisdictione ecclesiastica. Jena 1648 (books.google.de), Halle-Magdeburg 1740 (books.google.de).
- Disputatio Iuridica De Conceptione Et Iure Ventris. Jena 1648 (diglib.hab.de).
- Disputatio juridica inauguralis de subjectionis jure. Jena 1649 (books.google.de).
- Disp. de iure patronatus ecclesiastico. Jena 1649 (books.google.de).
- Disputatio iuridica inauguralis de iure detractionis et emigrationis. Jena 1649 (books.google.de).
- Tractatio iuridica de conceptione et iure ventris, vulgo: Von den Rechten der Kinder in Mutter-Leibe. Jena 1648, Halle-Magdeburg 1723 (books.google.de).